# ناحیه بوسعاده
ناحیه بوسعاده (به عربی: دائرة بوسعادة) یک ناحیه در الجزایر است که در استان مسیله واقع شده‌است.